# منطقة الأعمال المركزية

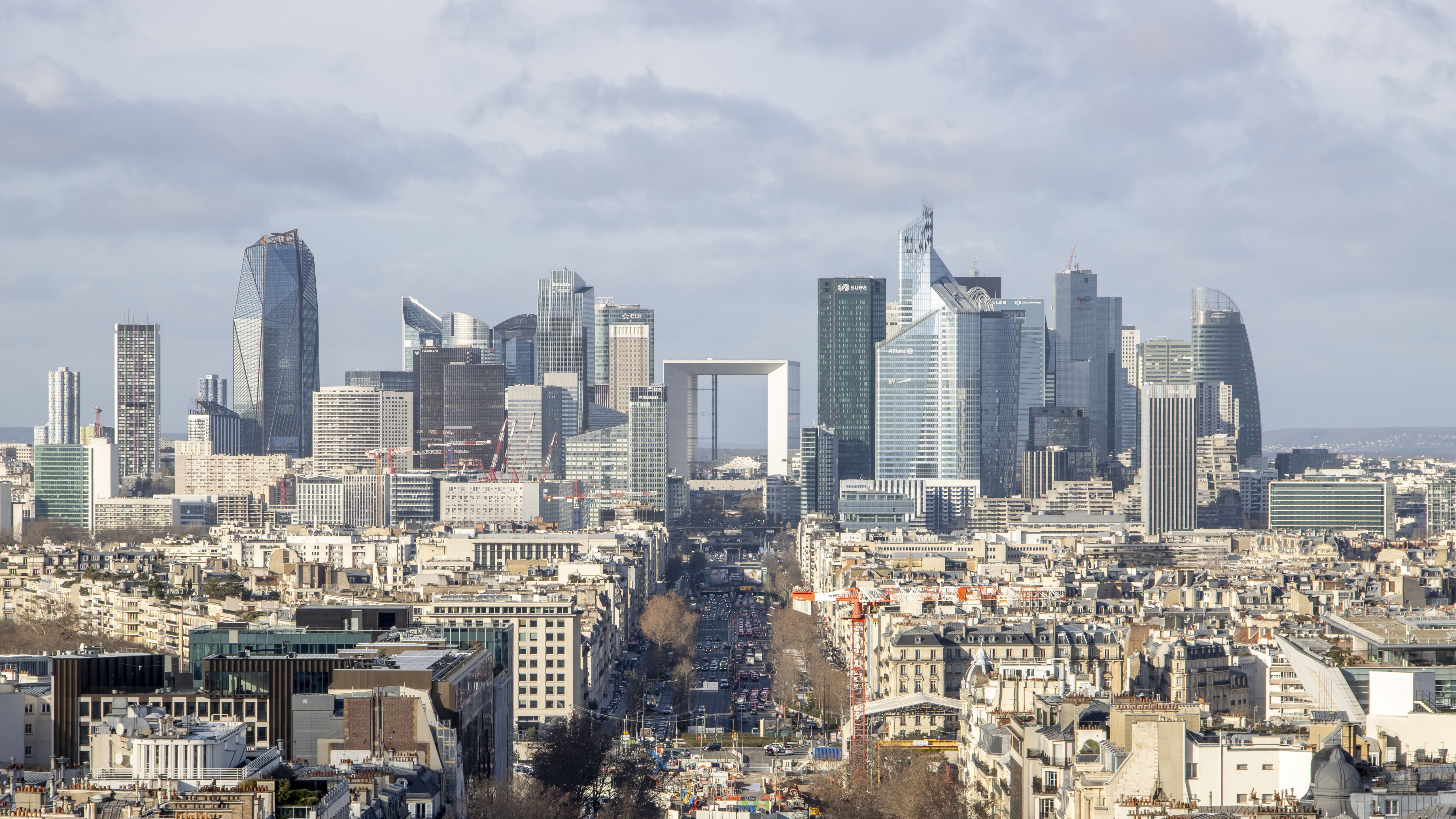
لا ديفانس في باريس في فرنسا وهي كبرى مناطق الأعمال في أوروبا

منطقة الأعمال المركزية (بالإنجليزية: Central business district)‏ مصطلح يقصد به الحي التجاري الواقع في قلب المدن وتعرف في الولايات المتحدة باسم داونتاون أي وسط البلد أو وسط المدينة ويستخدم نفس الاسم في النمسا و كندا و جمهورية أيرلندا و المملكة المتحدة وتحتضن هذه المنطقة مقرات الشركات والمصارف والأسواق المالية.

## كندا
يُشار إلى المناطق التجارية المركزية باسم وسط المدينة وتتميز غالبًا بوجود ناطحات السحاب. هناك في تورنتو منطقة وسط مدينة تورنتو (الأكبر في كندا) والتي تضم الحي المالي في كندا ومرافق الرياضة والترفيه الرئيسية والمؤسسات التعليمية ومراكز الشركات الكبيرة. وهناك مناطق أعمال رئيسية إضافية في أقسام من مدينة تورونتو هي إيتوبيكوك ونيويورك وسكاربورو تخدم سكانها كمناطق تجارية محلية. يعتبر وسط مدينة تورونتو حي تجاري مركزي ثانوي تطور بسرعة خلال القرن العشرين إذ كان في البداية ضاحية. تحتوي المدن المحيطة بضواحي تورونتو ميسيساغا وفاوجان وماركام على أحياء تجارية مركزية متطورة أو نامية.
تحتوي المدن الكندية الرئيسية الأخرى مثل مونتريال وفانكوفر وكالغاري وإدمونتون ووينيبيغ أيضًا على أحياء وسط المدينة التي تملك ناطحات سحاب يزيد ارتفاعها عن 200 متر. تحتوي بعض المدن مثل مدينة كيبك وهاليفاكس وأوتاوا على مناطق وسط المدينة التي تحتوي على معالم ثقافية وتراثية.

## البر الرئيسي الصيني
يُستخدم مصطلح مركز المدينة في الصين، ولكن قد توجد منطقة تجارية مختلفة خارج مركز المدينة تدعى عادةً الحي المالي. تمتلك المدن الصينية الكبيرة عادة العديد من الأحياء المالية المنتشرة في جميع أنحاء المدينة. تمتلك المدن التي تحتوي مراكز ثقافية رئيسية والعديد من الهياكل التاريخية في قلبها مثل بكين وسوجو وشيان أحياء مالية مبنية بجوار النواة الحضرية على غرار المدن الأوروبية. في حين وسط المدينة في مدن أخرى مثل غوانزو وشانغهاي وتشنغدو ووهان عادةً ما يضم عددًا من الأحياء المالية بالإضافة إلى الأحياء المالية المبنية على الأطراف.

## فرنسا
يمكن استخدام مصطلح منطقة الأعمال في فرنسا لوصف المنطقة التجارية المركزية. المناطق التجارية الرئيسية في البلاد هي كما يلي:
- لا ديفونس في باريس وتبلغ مساحتها 3,300,000 متر مربع من المكاتب التجارية، وتعتبر المنطقة الرائدة في أوروبا من حيث المساحة.
- لا بار -ديو في ليون، وهي ثاني أكبر منطقة تجارية في فرنسا وتبلغ مساحتها 1,600,000 متر مربع.
- أوراليل في ليل: المنطقة التجارية الثالثة في فرنسا بمساحة 1,120,000 متر مربع من المكاتب.
- أوروميديتيراني في مارسيليا هي المنطقة التجارية الرابعة في فرنسا وتبلغ مساحتها 650,000 متر مربع.

## ألمانيا
يمكن استخدام مصطلح وسط المدينة لوصف المنطقة التجارية المركزية في المانيا. تحتوي بعض المدن الكبرى على أكثر من منطقة تجارية مركزية مثل برلين التي تضم ثلاث مناطق.
تضم مدينة برلين أحياء تجارية مركزية في كل من الغرب (كورفورستندام) والشرق (ميدان ألكسندر) نظرًا لتاريخها في الانقسام خلال الحرب الباردة، فضلًا عن مركز تجاري بني حديثًا بالقرب من ساحة بوتسدام. ألغي استخدام المركز التاريخي للمدينة (موقع مبنى الرايخستاغ، وكذلك بوابة براندنبورغ ومعظم الوزارات الفيدرالية) عندما اخترق سور برلين المنطقة. عادت المنطقة للحياة بعد إعادة التوحيد وإعادة تطوير ساحة بوتسدام بالإضافة إلى بناء العديد من مراكز التسوق والوزارات الحكومية والسفارات والمكاتب وأماكن الترفيه.
توجد منطقة تجارية في مركز مدينة فرانكفورت تسمى الحي المالي.
يوجد في دوسلدورف مركز تجاري يحتوي على البنوك والمتاجر والمكاتب.

## هونغ كونغ
تعتبر مناطق سنترال وشيونغ ووان تساي وخليج كوزواي هي المناطق التجارية المركزية في مدينة فكتوريا. كانت مقاطعة ياو تسيم مونغ تعتبر مركز مدينة كولون قبل ظهور نواة أخرى في تشيونغ شا وان.

## إندونيسيا
تُعرف أكبر منطقة أعمال مركزية في إندونيسيا باسم المثلث الذهبي في جاكرتا. تقع المنطقة على كامل الأحياء الرئيسية في جاكرتا. يعتبر حي سديرمان المركزي التجاري الأول من نوعه في إندونيسيا وهو حي كبير يقع داخل المثلث الذهبي وأحد أكبر المراكز التجارية في المدينة. بدأت جاكرتا بتطوير مناطق الأعمال في أوائل الستينيات قبل استضافة الألعاب الآسيوية في عام 1962.